# 安日洛·科瑪斯特里
安日洛·科瑪斯特里（義大利語：Angelo Comastri；1943年9月17日—）是天主教意大利籍執事級樞機、梵蒂岡城國代理主教、聖伯多祿工程處主席及聖伯多祿大殿總鐸。

## 生平
安日洛於1943年9月17日在意大利托斯卡尼大區格羅塞托省的市鎮索拉諾出生。他在他家鄉學校接受了初期教育，並分於皮蒂利亞諾和維泰博入讀神學院。及後，他在羅馬宗座拉特朗大學獲得神學學士。隨後又入讀宗座羅馬修院。
他於1967年3月11日晉鐸。他曾擔任皮蒂利亞諾的小修道院副校長。其後，他派到羅馬教廷，成為聖座主教部官員。他曾任宗座羅馬小修院的靈修主任，
1980年1月6日晉牧，並被時任教宗若望·保祿二世任命為馬薩馬里蒂馬-皮翁比諾教區主教。於1994年3月3日由於健康原因辭任主教之職務。1996年11月9日，改任命為洛雷托自治監督區自治監督。
直到2005年2月5日接替方濟各·馬爾基薩諾成為羅馬教區的梵蒂岡城國代理主教及聖伯多祿工程處主席。2006年10月31日，任為聖伯多祿大殿總鐸。
2007年11月24日被任為執事級樞機。除了他的主要職責，他還兼任宗座學院副總裁及封聖部成員。他曾參與2013年教宗選舉秘密會議。